# José Chulvi
José Francisco Chulvi Español (Jávea, Alicante, 25 de diciembre de 1970) es un político español del PSOE. Es diputado y portavoz del Grupo Socialista en la Diputación Provincial de Alicante y es el alcalde de Jávea desde 2011, hasta el 2023 que es relevado en el cargo por Rosa Cardona, alcaldesa del PP.

## Biografía
Antes de dedicarse a la política, la trayectoria de Chulvi ha estado ligada siempre al deporte, concretamente al baloncesto. Fue durante muchas temporadas jugador del Club Bàsquet Joventut Xàbia, jugaba de base. Ha ejercido prácticamente de todo en el Joventut Xàbia, desde jugador, entrenador o coordinador. También fue durante años monitor deportivo de las Escuelas Municipales de Jávea. Es técnico superior en animación de actividades físicas y deportivas (TAFAD).
Comenzó a establecer sus primeros contactos con la política en el bar que regentan sus padres, donde acudían concejales y miembros de diversos partidos políticos de Jávea. Decidió dar el paso, afiliándose al PSOE en 1998, con 28 años. Un año más tarde aparecería testimonialmente en la candidatura del PSOE de Jávea en las elecciones municipales de 1999.
En 2004 se convierte en el secretario de Organización del PSOE de Jávea y un año después llega su primera experiencia institucional, cuando su partido le llamó a mitad de legislatura para ser el asesor del Grupo Municipal Socialista, tras el pacto entre el BLOC-Centristes de Xàbia, PSOE y Grupo Independiente de Xàbia, con el que consiguieron el gobierno municipal tras desbancar mediante una moción de censura al tripartito formado por el Partido Popular, Ciudadanos por Jávea y Grupo Independiente Xàbia.
Durante la legislatura de 2007-2011, BLOC-Centristes de Xàbia y el PSOE logran el gobierno municipal y Chulvi fue concejal con las carteras de Turismo, Fomento Económico y Régimen Interno, además de ser el portavoz del Grupo Socialista. En 2008 es elegido como secretario general de los socialistas xabiencs.
En 2011 Chulvi se convierte en el candidato socialista en las elecciones municipales, su partido pasa de 3 a 6 concejales, y consigue la alcaldía después de 20 años desde que el PSOE consiguiera la vara de mando por última vez. Formó gobierno tripartito junto a Xàbia Democrática y Ciudadanos por Jávea, aunque en su investidura también consiguió el apoyo de los dos ediles del partido de la oposición Nueva Jávea. Tras este éxito municipal, también obtuvo respaldo provincial convirtiéndose en diputado en la oposición durante el mandato de Luisa Pastor.
Tras las elecciones municipales de 2015, se produce la eclosión política de Chulvi, donde revalidó la alcaldía y aumentó los concejales de 6 a 14, el mejor resultado del PSOE en la historia de Jávea. Pese a la mayoría absoluta obtenida, Chulvi integró en su gobierno a Compromís y Ciudadanos por Jávea, quedando únicamente el PP y Xàbia Democrática en la oposición.
El 17 de diciembre de 2017, se convierte en el secretario general del PSPV-PSOE de la provincia de Alicante, cargo orgánico más importante de la estructura socialista a nivel provincial.
El 27 de agosto de 2020 fue denunciado junto con Pedro Duque, José Luis Escribá y Ximo Puig por no llevar mascarilla y no respetar la distancia de seguridad.

## Cargos desempeñados
Cargos orgánicos:
- Secretario de Organización del PSPV-PSOE de Jávea (2004-2008).
- Secretario General del PSPV-PSOE de Jávea (2008-2018).
- Secretario de Turismo del PSPV-PSOE Comarcal (2008-2012).
- Miembro del Comité Nacional PSPV-PSOE (2012-2017).
- Secretario de Residentes Extranjeros del PSPV-PSOE Comarcal (2012-2018).
- Secretario de Valencianismo y Federalismo del PSPV-PSOE (2017-2018).
- Presidente del Comité Nacional PSPV-PSOE (2017-actualidad).
- Secretario General del PSPV-PSOE provincial (2017-actualidad).

Cargos institucionales:
- Secretario Grupo Municipal Socialista (2005-2007).
- Concejal de Turismo, Fomento Económico y Régimen Interno (2007-2011).
- Portavoz del Grupo Municipal Socialista (2007-2011).
- Concejal de Recursos Humanos (2011-2015).
- Alcalde de Jávea (2011-actualidad).
- Concejal de Turismo (2015-actualidad).
- Diputado provincial (2011-actualidad).
- Portavoz del Grupo Socialista en la Diputación (2015-actualidad).